# Rosa Helene Schimpf
Rosa Helene Schimpf (* 4. Februar 1870 in Esslingen am Neckar; † 1. September 1949) war eine deutsche Fabrikantengattin, die ein ganzes Haus versetzen ließ, um eine Villa nach ihren Wünschen bauen lassen zu können.

## Jugend und Ehe
Rosa Helene Schimpf wurde als Rosa Helene Fink geboren. Sie war die älteste Tochter des Komponisten Christian Fink und seiner Ehefrau Rosa Pauline Karoline, geb. Schreiber. Die Familie lebte im Haus Hafenmarkt 7, in dem heute das Esslinger Stadtmuseum untergebracht ist. Rosa Helene Fink erhielt wie ihre jüngeren Schwestern neben dem Schulunterricht Gesangsunterricht bei ihrer Mutter; außerdem hatte sie Klavierunterricht. Nach dem Abschluss der Höheren Töchterschule im Alten Rathaus bildete sie sich musikalisch und künstlerisch weiter und besuchte drei Jahre lang die Frauenarbeitsschule. Ihr Ziel war es, später selbst Haushaltsgehilfinnen auszubilden.
1895 heiratete sie den Handschuhfabrikanten Ernst Schimpf (1862–1942), der seit 1891 zusammen mit seinem Bruder August die Glacéhandschuhfabrik Bodmer an der Schlachthausbrücke betrieb. In der ersten Wohnstatt des jungen Ehepaares in der Schelztorstraße wurden die Kinder Hans Friedrich Wilhelm (1897–1935) und Elisabeth Eugenie Rosa (Lili, 1898–19??, später verh. mit Egon Karl Merz) geboren; später zog die Familie in Rosa Helene Schimpfs Elternhaus und 1907 in die lange geplante Villa Schimpf.
Ihr Sohn Hans war der Vater des Schauspielers Rolf Schimpf.

## Villa Schimpf
Die 1905 errichtete „altdeutsche“ Villa Schimpf mit 24 Zimmern in der Mettinger Straße 17 hatte Albert Benz nach den Wünschen des Ehepaars Schimpf entworfen; Ernst und Rosa Helene Schimpf waren jedoch an der Ausgestaltung tatkräftig beteiligt. Während Rosa Helene Schimpf ein über zwei Stockwerke reichendes Glasfenster gestaltete, das die Wappen aller Esslinger Bürgermeister zeigte, die Ofen- und Brunnenkacheln selbst bemalte und brannte und riesige Wandbehänge stickte, verzierte Ernst Schimpf Deckenbalken, Türen und seinen Schreibtisch mit Schnitzereien. Im Untergeschoss der Villa befand sich eine Hauskapelle mit einer alten Madonnenfigur. Das Bemerkenswerteste an der Villa Schimpf dürfte allerdings ihre Baugeschichte gewesen sein. Da auf dem in Aussicht genommenen Baugrundstück ein altes Fachwerkhaus der Familie Bodmer aus dem Jahr 1578 stand, das man nicht einfach abreißen wollte, wurde der Stuttgarter Architekt und Ingenieur Erasmus Rückgauer mit der Translozierung des Gebäudes beauftragt. Er trennte das Fachwerkhaus von seinem Fundament, setzte es auf Schienen und verschob es um 17 Meter auf das Nachbargrundstück Mettinger Straße 19. Die verbliebenen Fundamente wurden in die neuerbaute Villa integriert, was zu einer erheblichen Senkung der Baukosten führte.
Die Villa Schimpf existiert nicht mehr. Sie wurde 1952 verkauft und 1956 vom Käufer des Grundstücks abgerissen.

## Aktivitäten
Die Villa Schimpf bot Rosa Helene Schimpf genügend Platz, um ihre Jugendpläne in die Tat umzusetzen. Sie nahm junge Mädchen in das Haus auf, die bei ihr eine gründliche hauswirtschaftliche Ausbildung erhielten. Ihr Gatte war unterdessen nicht nur beruflich, sondern auch im Dienste des Kunst- und Altertumsvereins aktiv. Die Kinder wurden wohl häufig vom zahlreich vorhandenen Personal versorgt.
1914 meldete sich Rosa Helene Schimpf zum „Dienst an der Heimatfront“. Sie arbeitete während des Ersten Weltkriegs und danach unter anderem bei der Feldposthilfe. 1919 kandidierte sie für die DDP bei der Gemeinderatswahl. Im Wahlaufruf wurden ihre Dienste bei der städtischen Kriegshilfe, den Kriegsküchen, der Feldposthilfe, der Kriegerwitwenberatung und dem nationalen Frauendienst aufgezählt. Gewählt wurden jedoch außer Anna Grün von der Württembergischen Bürgerpartei ausschließlich Männer.
1924 wurde Rosa Helene Schimpf zusammen mit Klara Enßlin Nachfolgerin von Lena Mayer-Benz als Vorsitzende des Esslinger Hausfrauenverbands. Nachdem der Hausfrauenverband gleichgeschaltet worden war, löste er sich im Dezember 1935 auf. Die Ansprache hierzu hielt Rosa Helene Schimpf.
Im April 1935 war ihr Sohn Hans, Leiter des Forschungsamts, unter nicht geklärten Umständen gewaltsam zu Tode gekommen. 1942 verlor Rosa Helene Schimpf ihren Mann. Nachdem die Schwiegertochter in Berlin ausgebombt worden war, zog sie mit ihren vier Kindern, darunter dem 1924 geborenen Sohn Rolf Schimpf, zurück in ihr Elternhaus. Hier lebte auch Rosa Maria Schimpfs Tochter mit Ehemann Egon Merz und einem 1931 geborenen Kind sowie ihre jüngere Schwester Eugenie Fink. Bis 1946 katalogisierte sie die musikalischen Werke ihres Vaters.
Rosa Helene Schimpf wurde in Esslingen auf dem Ebershaldenfriedhof bestattet.